# Frithjof Henckel
Frithjof Henckel (* 27. März 1950 in Berlin) ist ein ehemaliger deutscher Ruderer, der für die Bundesrepublik Deutschland antrat.
Frithjof Henckel war 1967 deutscher Jugendmeister im Achter. 1972 gewann er mit den Booten des Dortmunder Ruderclub Hansa von 1898 die Titel im Vierer ohne Steuermann und im Vierer mit Steuermann, wobei jeweils Reinhard Wendemuth, Bernd Truschinski, Günter Petersmann und Frithjof Henckel ruderten und nur Steuermann Günter Wohlgemuth dazukam. Bei den Olympischen Spielen 1972 in München erreichten die vier Dortmunder mit dem Deutschland-Achter den fünften Platz. 1973 ruderten Günter Petersmann, Frithjof Henckel und Steuermann Michael Niebuhr im Zweier mit Steuermann auf den neunten Platz bei den Europameisterschaften 1973.
1974 siegte bei den Deutschen Meisterschaften der Vereins-Achter vom Ruderclub Hansa. Bei den Weltmeisterschaften erreichte Henckel mit dem gesteuerten Zweier den elften Platz. 1975 siegte Henckel bei den Deutschen Meisterschaften mit dem Vierer ohne Steuermann und mit dem Achter. Bei den Weltmeisterschaften verpasste Henckel im weitgehend neu formierten Achter das Finale und belegte den siebten Platz. 1976 gewann Henckel noch einmal mit dem Achter den Deutschen Meistertitel. Bei den Olympischen Spielen 1976 in Montreal erreichte der Deutschland-Achter mit zweieinhalb Sekunden Rückstand auf Bronze als Vierter das Ziel.